# Ramon Utgés i d'Eixelà
Ramon Utgés i d'Eixelà (Solsona, 11 de novembre de 1771 - ? segle xix. Fou catedràtic de Decrets a la Universitat de Cervera així com advocat de la Reial Audiència de Catalunya

## Biografia
Va néixer a Solsona fill de Tomàs Utgés i Llorens natural de Solsona i Maria Antònia d'Aixalà de Bellpuig. Es va llicenciar en Cànons (1798) i es va doctorar en Filosofia i en Lleis. Tota la seva carrera docent va tenir lloc a la Facultat de Cànons, on va ser substitut (1796) i catedràtic de Decrets (1799) del Sext (1805) i del Decret (des de 1806 fins a 1819 o 1820)a la Universitat de Cervera. Va ser advocat dels interessos de la Universitat, i en estar inscrit a l'Audiència, va exercir la professió a Cervera.
Dou deia d'ell que era tant erudit catedràtic de Cànons com bon advocat… és el tercer oficial de la Secretaria de Gobernació. Efectivament durant algun temps va ser a Madrid, com a oficial, a la secretaria del Despacho Universal, dita de la Gobernación de la Península. Va formar part de la Junta Suprema del Principat contra l'ocupació napoleónica, i això li va permetre ser diputat per Catalunya a les Corts de Cadis.
Va desenvolupar la carrera docent a la Facultat de Cànons de la Universitat Literària de Cervera
Cal destacar la seva activitat com a Diputat per Cervera l'any 1807 i de Catalunya el 1810.
També va participar en la Constitució espanyola de l'any 1812 així com la va signar. A Cádiz va formar part de diverses comissions: Reglamento de la Secretaría de Estado, Premios, Arreglo de Tribunales, Examen de Poderes, Tribunal de Cortes, i Justicia.
En el Trienni liberal (1821-1823), a Madrid, formà part de la Secretaria de Gobernación de la Península, on consta com a Oficial tercer.
El 1825 va escriure a la Universitat de Cervera des de Barcelona, sol·licitant reingressar a l'antiga cátedra del Decret, però el monarca s'hi va oposar. Finalment, amb el nou règim, va ser retornat a la cátedra de Decrets el 14 d'abril de 1835, substituint a Torrabadella que cessava.
Fou rector de la Universitat de Cervera cap a l'any 1838.
Va morir al segle xix.

## Publicacions
- Utgés, Ramon. Juris canonici adserta : de restitutione spoliatorum, depromp. ex causa II quast. II et caus. III quast. I decreti Gratiani / quae propugnanda suscipet Isidorus Valls et Vilaseca ; patrono Raimundo Utgés, XI calend. decemb. anno MDCCCXVI in majori Academiae Theatro hora solita. Cervariae Lacetanorum [i.e. Cervera] : Typis Academicis, [1816?]. Disponible a:Catàleg de la Biblioteca de Catalunya[Enllaç no actiu]